# María Josefa Jiménez Cisneros
María Josefa Jiménez Cisneros (Cádiz, 7 de enero de 1916 – Cádiz, 10 de octubre de 2002) fue una arqueóloga española, considerada la primera arqueóloga gaditana, y la primera persona en elaborar una carta arqueológica de Cádiz.

## Trayectoria
Jiménez se licenció en Filosofía y Letras, Filología Clásica por la Universidad Complutense de Madrid (UCM) en 1948. Desarrolló su tesis doctoral sobre la Historia de Cádiz en la Antigüedad. Ese mismo año, inició su trayectoria arqueológica como comisaria provincial de excavaciones en Cádiz, labor que desempeñó hasta 1954, convirtiéndose en la primera mujer en ocupar ese cargo a nivel de provincias en España. Entre las décadas de 1940 y 1970, Jiménez fue investigadora de la historia y arqueología gaditanas y miembro del Instituto de Estudios Gaditanos, encargándose además de organizar su biblioteca.
Fue considerada pionera de la arqueología clásica de Cádiz entre las décadas de 1950 y 1970, y sus estudios abarcaron desde la época púnica a la musulmana. Además, fue el primer investigador en interesarse por los espacios artesanales romanos y en prestar atención a la epigrafía sobre ánforas. Elaboró una carta arqueológica de Cádiz, convirtiéndose en la primera persona en hacerlo. Entre 1974 y 1978, fue la directora de la Biblioteca de Temas Gaditanos.
Fue la directora de varias excavaciones, como los enterramientos púnicos de la playa de los Corrales, en San Severiano, la del mayor centro alfarero de la Bahía de Cádiz, en la zona de Puerto Real o la necrópolis romana hallada entre los Glacis y Santa María del Mar, entre otras. También rastreó el Cortijo de la Vela, la finca El Bosque de Cádiz, el Tajo de las figuras en Casas Viejas y fue la descubridora de unos hornos romanos. Además, Jiménez realizó estudios en otras zonas de España, como en Olocau, en la provincia de Valencia, y también a nivel internacional, trabajando en ciudades como Trípoli (Libia) o Cartago.
Realizó una estancia en el Centre National de la Recherche Français (CNRF) por el Consejo Superior de Investigaciones Científicas (CSIC), donde colaboró con investigadores franceses como M. Gilbert, Charles Picard, A. Grenier, A. Varagnac, el profesor Gallet de Nanterre, Benoit y M. Rolland, entre otros.
Recibió una beca del Institute Français de Madrid y ejerció como profesora de francés en el instituto del Rosario de Cádiz.

## Legado
En 2010, la Universidad de Cádiz recibió la donación del legado documental, inédito hasta ese momento, especializado en epigrafía de época romana y fenicio-púnica de la cultura gaditana. Estaba formado por 725 fotografías, 164 dibujos, 254 láminas, 20 mapas, 32 diapositivas, tres planos, tres croquis, unos 300 calcos epigráficos, siete documentos, dos cajas con rollos de películas y un cuaderno de trabajo y ha sido digitalizado por la Universidad de Cádiz.

## Reconocimientos
- La Biblioteca Virtual de la Universidad de Cádiz fue llamada "Josefa Jiménez Cisneros" en su honor.[4]

- En 2021, el Museo de Cádiz realizó el ciclo de conferencias 'Mujer y Museos' en el que la doctora Lourdes Girón Anguiozar dio una charla sobre Jiménez.[8]

## Publicaciones
- Jiménez Cisneros, M.J. 1958. Beobachtungen an ein Tapferbezirk bei Puerto Real, Provinz Cádiz. Germania, 36: 469-475.
- Jiménez Cisneros, M. J. 1960. Miscelánea epigráfica. Inscripciones funerarias gaditanas inéditas. Emérita 32: 295-304.
- Jiménez Cisneros, M. J. 1971. Historia de Cádiz en la Antigüedad. Instituto de Estudios Históricos Gaditanos. Diputación Provincial. Jerez-Cádiz.